# Карнате
Карна̀те (на италиански: Carnate, на западноломбардски: Carnàa, Карнаа) е градче и община в Северна Италия, провинция Монца и Брианца, регион Ломбардия. Разположено е на 233 m надморска височина. Населението на общината е 7270 души (към 2010 г.).
До 2004 г. общината е част от провинция Милано.